# بريان دبليو. سيمون
بريان دبليو. سيمون (بالإنجليزية: Bryan W. Simon)‏ هو مخرج أمريكي، ولد في 27 يوليو 1956 في تشامبيغن في الولايات المتحدة.

## وصلات خارجية
- بريان دبليو. سيمون على موقع IMDb (الإنجليزية)
- بريان دبليو. سيمون على موقع أول موفي (الإنجليزية)
- بريان دبليو. سيمون على موقع قاعدة بيانات الفيلم (الإنجليزية)
- بريان دبليو. سيمون على موقع كينوبويسك (الروسية)